# Titidius ignestii
Titidius ignestii là một loài nhện trong họ Thomisidae.
Loài này thuộc chi Titidius. Titidius ignestii được Lodovico di Caporiacco miêu tả năm 1947.